# Carr Crest
Carr Crest är en bergstopp i Antarktis. Den ligger i Östantarktis. Australien gör anspråk på området. Toppen på Carr Crest är 1 204 meter över havet, eller 3 meter över den omgivande terrängen. Bredden vid basen är 0,11 km.
Terrängen runt Carr Crest är kuperad åt nordost, men åt sydväst är den platt. Trakten är obefolkad. Det finns inga samhällen i närheten.